# Risingson
Risingson è un singolo del gruppo musicale britannico Massive Attack, pubblicato il 7 luglio 1997 come primo estratto dal terzo album in studio Mezzanine.

## Tracce
Testi e musiche di Robert Del Naja, Grant Marshall, Andrew Vowles, Lou Reed e Pete Seeger, eccetto dove indicato.
1. Risingson – 4:59
2. Superpredators (The Mad Professor Remix) – 5:14 (McKay, Morris, Sioux, Severin)
3. Risingson (The Underdog Remix) – 6:05
4. Risingson (Otherside) – 5:28

## Formazione
Hanno partecipato alle registrazioni, secondo le note di copertina di Mezzanine:
Gruppo
- Robert Del Naja – arrangiamento, voce, programmazione, tastiera, campionatore
- Grant Marshall – arrangiamento, voce, programmazione, tastiera, campionatore
- Andrew Vowles – arrangiamento, programmazione, tastiera, campionatore

Altri musicisti
- Neil Davidge – arrangiamento, programmazione, tastiera, campionatore
- Angelo Bruschini – chitarra
- John Harris – basso
- Bob Locke – basso
- Winston Blisset – basso
- Andy Gangadeen – batteria
- Dave Jenkins – tastiera aggiuntiva
- Michael Timothy – tastiera aggiuntiva

Produzione
- Massive Attack – produzione
- Neil Davidge – produzione
- Jan Kybert – Pro Tools
- Lee Shepherd – ingegneria del suono
- Mark "Spike" Stent – missaggio
- Jan Kybert – assistenza al missaggio
- P-Dub – assistenza al missaggio
- Tim Young – montaggio

## Classifiche
| Classifica (1997) | Posizione massima |
| ----------------- | ----------------- |
| Belgio (Fiandre)  | 43                |
| Finlandia         | 13                |
| Norvegia          | 20                |
| Nuova Zelanda     | 30                |
| Regno Unito       | 11                |
| Svezia            | 17                |